# Grandi Tascabili Economici Newton
Elenco delle uscite della serie Grandi Tascabili Economici della casa editrice Newton Compton.
| Numero | Autore                                          | Titolo |
| ------ | ----------------------------------------------- | --- |
| 1      | Sigmund Freud                                   | L'interpretazione dei sogni |
| 2      | Pablo Neruda                                    | Poesie d'amore |
| 3      | Mahatma Gandhi                                  | La mia vita per la libertà |
| 4      | Albert Einstein                                 | Come io vedo il mondo - La teoria della relatività |
| 5      | Rabindranath Tagore                             | Poesie. Gitanjali - Il giardiniere |
| 6      | David Herbert Lawrence                          | L'amante di Lady Chatterley |
| 7      | Erich Fromm                                     | Psicoanalisi dell'amore |
| 8      | Edgar Lee Masters                               | Antologia di Spoon River |
| 9      | Hermann Hesse                                   | Leggende e fiabe |
| 10     | Friedrich Nietzsche                             | Così parlò Zarathustra |
| 11     | Jacques Prévert                                 | Poesie |
| 12     | Italo Svevo                                     | La coscienza di Zeno |
| 13     | Sigmund Freud                                   | Psicopatologia della vita quotidiana |
| 14     | Federico García Lorca                           | Poesie. Libro de Poemas |
| 15     | Giovanni Verga                                  | I Malavoglia, Mastro-don Gesualdo |
| 16     | Hermann Hesse                                   | Romanzi. Peter Camenzind - Gertrud - Rosshalde - Demian |
| 17     | William Shakespeare                             | I sonetti |
| 18     | Friedrich Nietzsche                             | Al di là del bene e del male |
| 19     | Albert Soboul                                   | La Rivoluzione francese |
| 20     | Charles Baudelaire                              | I fiori del male e tutte le poesie |
| 21     | Franz Kafka                                     | La metamorfosi e tutti i racconti |
| 22     | Sigmund Freud                                   | Sessualità e vita amorosa |
| 23     | Hermann Hesse                                   | Poesie d'amore |
| 24     | James Joyce                                     | Gente di Dublino - Ritratto dell'artista da giovane |
| 25     | Bertrand Russell                                | Introduzione alla filosofia matematica |
| 26     | Arthur Rimbaud                                  | Tutte le poesie. Poesie - Ultimi versi - Una stagione all'inferno - Gli stupri |
| 27     | Francis Scott Fitzgerald                        | Il grande Gatsby |
| 28     | Charles Darwin                                  | L'origine delle specie |
| 29     | Guillaume Apollinaire                           | Poesie |
| 30     | Ernest Hemingway                                | Fiesta (Il sole sorgerà ancora) |
| 31     | Sigmund Freud                                   | La psicanalisi |
| 32     | Rabindranath Tagore                             | Poesie d'amore |
| 33     | Italo Svevo                                     | Una vita |
| 34     | Carl Gustav Jung                                | La psicologia dell'inconscio La psicologia dei processi inconsci, Importanza dell'inconscio in psicopatologia La struttura dell'inconscio, L'inconscio, Istinto e inconscio |
| 35     | Paul Verlaine                                   | Poesie |
| 36     | Edgar Allan Poe                                 | Tutti i racconti del mistero, dell'incubo e del terrore |
| 37     | Friedrich Nietzsche                             | L'Anticristo - Il crepuscolo degli idoli - Ecce Homo - La volontà di potenza |
| 38     | Gibran Khalil Gibran                            | Il profeta - Il Giardino del Profeta |
| 39     | Alessandro Manzoni                              | I promessi sposi |
| 40     | Jean Piaget                                     | Cos'è la psicologia |
| 41     | Giacomo Leopardi                                | Canti |
| 42     | Hermann Hesse                                   | Viaggio in India - Racconti indiani |
| 43     | Bertrand Russell                                | I princìpi della matematica |
| 44     | Evgenij Evtušenko                               | Poesie d'amore |
| 45     | Franz Kafka                                     | Il processo |
| 46     | Erich Fromm                                     | Personalità, libertà, amore - La missione di Sigmund Freud |
| 47     | Pellegrino Artusi                               | La scienza in cucina e l'arte di mangiar bene |
| 48     | Hermann Hesse                                   | Racconti |
| 49     | Charles Darwin                                  | L'origine dell'uomo |
| 50     | Boris Pasternak                                 | Poesie d'amore |
| 51     | Michail Bulgakov                                | Il maestro e Margherita |
| 52     | Sigmund Freud                                   | La psicoanalisi infantile |
| 53     | Juan Ramón Jiménez                              | Poesie d'amore |
| 54     | Thomas Mann                                     | Romanzi brevi. Tristano - Tonio Kröger - La morte a Venezia - Cane e padrone |
| 55     | Édouard Schuré                                  | I grandi iniziati |
| 56     | David Herbert Lawrence                          | Poesie d'amore |
| 57     | Joseph Conrad                                   | Romanzi del mare. Il negro del "Narciso", Tifone, Un colpo di fortuna, Freya delle sette isole |
| 58     | Sigmund Freud                                   | Totem e tabù e altri saggi di antropologia |
| 59     | Stéphane Mallarmé                               | Tutte le poesie |
| 60     | Italo Svevo                                     | Senilità |
| 61     | Friedrich Nietzsche                             | Aurora. Pensieri sui pregiudizi morali |
| 62     | Paul Éluard                                     | Poesie |
| 63     | Michail Bulgakov                                | Romanzi e racconti. Cuore di cane - Romanzo teatrale - Diavoleide Le uova fatali - I racconti di un giovane medico e altri racconti |
| 64     | Friedrich Nietzsche                             | Umano, troppo umano. Un libro per spiriti liberi |
| 65     | Edgar Lee Masters                               | Il nuovo Spoon River |
| 66     | Hermann Hesse                                   | Romanzi brevi. Sotto la ruota - Knulp - L'ultima estate di Klingsor - Klein e Wagner |
| 67     | Sigmund Freud                                   | Sulla cocaina |
| 68     | Edgar Allan Poe                                 | Il Corvo e tutte le poesie |
| 69     | Franz Kafka                                     | Il castello |
| 70     | Marcel Proust                                   | Alla ricerca del tempo perduto, vol. I. Dalla parte di Swann |
| 71     | Marcel Proust                                   | Alla ricerca del tempo perduto, vol. II. All'ombra delle fanciulle in fiore |
| 72     | Marcel Proust                                   | Alla ricerca del tempo perduto, vol. III. I Guermantes |
| 73     | Marcel Proust                                   | Alla ricerca del tempo perduto, vol. IV. Sodoma e Gomorra |
| 74     | Marcel Proust                                   | Alla ricerca del tempo perduto, vol. V. La prigioniera |
| 75     | Marcel Proust                                   | Alla ricerca del tempo perduto, vol. VI. Albertina scomparsa |
| 76     | Marcel Proust                                   | Alla ricerca del tempo perduto, vol. VII. Il tempo ritrovato |
| 77     | Paolo Pinto e Giuseppe Grasso (a cura di)       | Proust e la critica italiana |
| 78     | Ambrogio Donini                                 | Breve storia delle religioni |
| 79     | Oscar Wilde                                     | Poesie e «Ballata del carcere di Reading» |
| 80     | André Gide                                      | I sotterranei del Vaticano |
| 81     | William Shakespeare                             | Tutto il teatro, vol. I. La tempesta, I due gentiluomini di Verona, Le allegre comari di Windsor, Misura per misura, La commedia degli errori, Molto rumore per nulla, Pene d'amor perdute |
| 82     | William Shakespeare                             | Tutto il teatro, vol. II. Sogno di una notte di mezza estate, Il mercante di Venezia, Come vi piace, La bisbetica domata, Tutto è bene quel che finisce bene, La dodicesima notte, Il racconto d'inverno |
| 83     | William Shakespeare                             | Tutto il teatro, vol. III. Re Giovanni, Riccardo II, Enrico IV, Enrico V, Riccardo III, Enrico VIII |
| 84     | William Shakespeare                             | Tutto il teatro, vol. IV. Troilo e Cressida, Coriolano, Tito Andronico, Romeo e Giulietta, Timone d'Atene, Giulio Cesare |
| 85     | William Shakespeare                             | Tutto il teatro, vol. V. Macbeth, Amleto, Re Lear, Otello, Antonio e Cleopatra, Cimbelino, Pericle |
| 86     | Salvatore Di Giacomo                            | Tutte le novelle |
| 87     | Salvatore Di Giacomo                            | Tutte le poesie |
| 88     | Salvatore Di Giacomo                            | Tutto il teatro. 'O voto, A «San Francisco», 'O mese mariano, Assunta Spina, Quand l'amour meurt, L'abbé Pèru |
| 89     | Mahatma Gandhi                                  | La voce della verità |
| 90     | James Joyce                                     | Poesie |
| 91     | Robert Musil                                    | Il giovane Törless - Congiungimenti |
| 92     | Sigmund Freud                                   | Il sogno - Scritti su ipnosi e suggestione |
| 93     | William Blake                                   | Poesie |
| 94     | Franz Kafka                                     | America |
| 95     | Carl Gustav Jung                                | Psicologia dei fenomeni occulti. Psicologia e patologia dei cosiddetti fenomeni occulti - I fondamenti psicologici della credenza negli spiriti |
| 96     | ‘Omar Khayyām                                   | Quartine - Rubʿayyāt |
| 97     | Joseph Conrad                                   | Lord Jim |
| 98     | Maurice Maeterlinck                             | La vita delle api - La vita delle termiti - La vita delle formiche |
| 99     | Hermann Hesse                                   | Dall'Italia e Racconti Italiani |
| 100    | Francesco De Sanctis                            | Storia della letteratura italiana |
| 101    | Friedrich Nietzsche                             | Verità e menzogna - La nascita della tragedia - La filosofia nell'età tragica dei Greci |
| 102    | Guillaume Apollinaire                           | Poesie d'amore |
| 103    | D.A.F. de Sade                                  | Le 120 giornate di Sodoma |
| 104    | Sigmund Freud                                   | Psicoanalisi della società moderna |
| 105    | Saffo                                           | Poesie |
| 106    | David Herbert Lawrence                          | Il peccatore |
| 107    | Voltaire                                        | Dizionario filosofico |
| 108    | John Keats                                      | Poesie |
| 109    | Hermann Hesse                                   | Racconti brevi |
| 110    | Henri Pirenne                                   | Storia d'Europa dalle invasioni al XVI secolo |
| 111    | Percy Shelley                                   | Poesie |
| 112    | Arthur Conan Doyle                              | Tutto Sherlock Holmes, vol. I. Uno studio in rosso, Il segno dei quattro, Le avventure di Sherlock Holmes |
| 113    | Arthur Conan Doyle                              | Tutto Sherlock Holmes, vol. II. Le memorie di Sherlock Holmes, Il mastino dei Baskerville |
| 114    | Arthur Conan Doyle                              | Tutto Sherlock Holmes, vol. III. Il ritorno di Sherlock Holmes, La valle della paura |
| 115    | Arthur Conan Doyle                              | Tutto Sherlock Holmes, vol. IV. L'ultimo saluto di Sherlock Holmes, Il taccuino di Sherlock Holmes |
| 116    | Eschilo                                         | Tutte le tragedie. Persiani, I Sette a Tebe, Supplici, Prometeo incatenato, Agamennone, Coefore, Eumenidi |
| 117    | Sofocle                                         | Tutte le tragedie. Antigone, Aiace, Edipo re, Elettra, Filottete, Trachinie, Edipo a Colono, Segugi |
| 118    | Euripide                                        | Tutte le tragedie, vol. I. Alcesti, Medea, Ippolito, Eraclidi, Ecuba, Andromaca, Supplici, Eracle, Troiane, Elettra, Elena |
| 119    | Euripide                                        | Tutte le tragedie, vol. II. Ifigenia Taurica, Ione, Fenicie, Oreste, Ifigenia in Aulide, Baccanti, Reso, Ciclope |
| 120    | Aristofane                                      | Tutte le commedie. Acarnesi, Cavalieri, Nuvole, Vespe, Pace, Uccelli, Lisistrata, Tesmoforiazuse, Rane, Donne e Parlamento, Pluto |
| 121    | Joseph Conrad                                   | Romanzi della Malesia. La follia di Almayer - Un reietto delle isole - La linea d'ombra |
| 122    | Sigmund Freud                                   | Il motto di spirito e la sua relazione con l'inconscio |
| 123    | Emily Dickinson                                 | Poesie |
| 124    | Sherwood Anderson                               | I racconti dell'Ohio |
| 125    | Carl Gustav Jung                                | Freud e la psicoanalisi |
| 126    | Hermann Hesse                                   | Poesie romantiche |
| 127    | Thomas Mann                                     | I Buddenbrook: decadenza di una famiglia |
| 128    | Catullo                                         | Le poesie - Carmina |
| 129    | Mahatma Gandhi                                  | Il mio credo, il mio pensiero |
| 130    | Trilussa                                        | Poesie |
| 131    | David Herbert Lawrence                          | Donne innamorate |
| 132    | Johan Huizinga                                  | L'autunno del Medioevo |
| 133    | Giuseppe Ungaretti                              | Poesie |
| 134    | Jack Kerouac                                    | La città e la metropoli |
| 135    | Plauto                                          | Tutte le commedie, vol. I. Amphitruo, Asinaria, Aulularia, Bacchides |
| 136    | Plauto                                          | Tutte le commedie, vol. II. Captivi, Casina, Cistellaria, Curculio, Epidicus |
| 137    | Plauto                                          | Tutte le commedie, vol. III. Menaechmi, Mercator, Miles gloriosus, Mostellaria |
| 138    | Plauto                                          | Tutte le commedie, vol. IV. Persa, Poenulus, Pseudolus |
| 139    | Plauto                                          | Tutte le commedie, vol. V. Rudens, Stichus, Trinummus, Truculentus, Vidularia |
| 140    | Sigmund Freud                                   | Psicologia e metapsicologia |
| 141    | Salvatore Quasimodo                             | Poesie |
| 142    | D.A.F. de Sade                                  | La nuova Justine |
| 143    | Petronio                                        | Satyricon |
| 144    | Sigmund Freud                                   | Ossessioni, fobie e paranoia |
| 145    | Gibran Khalil Gibran                            | Sabbia e spuma - Il vagabondo |
| 146    | Joseph Conrad                                   | Romanzi e racconti d'avventura di terra e di mare. Cuore di tenebra - La laguna - Gli idioti - Un avamposto del progresso - Karain: un ricordo - Il ritorno - Domani - Amy Foster - Il compagno segreto |
| 147    | William H. Prescott                             | La conquista del Messico |
| 148    | William H. Prescott                             | La conquista del Perú |
| 149    | Alfred Adler                                    | La psicologia individuale |
| 150    | Lucien Strik e Takaschi Ikemoto (a cura di)     | Poesie Zen |
| 151    | D.A.F. de Sade                                  | Le sventure della virtù |
| 152    | Sigmund Freud                                   | Psicoanalisi dell'isteria e dell'angoscia |
| 153    | Heinrich Heine                                  | Poesie d'amore |
| 154    | Thomas Mann                                     | Racconti |
| 155    | Orazio                                          | Tutte le opere. Odi, Epodi, Carme secolare, Satire, Epistole, Arte poetica |
| 156    | Carlo Goldoni                                   | I capolavori, vol. I. La donna di garbo, Il servitore di due padroni, La vedova scaltra, La putta onorata, La buona moglie, La famiglia dell'antiquario |
| 157    | Carlo Goldoni                                   | I capolavori, vol. II. Il teatro comico, La bottega del caffè, Il bugiardo, La serva amorosa, La locandiera, Le donne curiose |
| 158    | Carlo Goldoni                                   | I capolavori, vol. III. Le massere, Le donne de casa soa, Il campiello, Le morbinose, L'apatista, Gl'innamorati |
| 159    | Carlo Goldoni                                   | I capolavori, vol. IV. L'impresario delle Smirne, I rusteghi, Un curioso accidente, La casa nova, Le smanie per la villeggiatura, Le avventure della villeggiatura, Il ritorno dalla villeggiatura |
| 160    | Carlo Goldoni                                   | I capolavori, vol. V. Sior Todero brontolon, Le baruffe chiozzotte, Una delle ultime sere di carnovale, Il ventaglio, Il burbero benefico |
| 161    | Molière                                         | Tutto il teatro, vol. I. La gelosia del Barboullié, Il medico volante, Lo stordito, Dispetto d'amore, Le preziose ridicole, Sganarello, Don Garcia di Navarra, La scuola dei mariti, I Seccatori, La scuola delle mogli, La critica alla Scuola delle mogli, L'improvvisazione di Versailles, Il matrimonio per forza, La principessa d'Elide |
| 162    | Molière                                         | Tutto il teatro, vol. II. Il Tartuffo, Don Giovanni, L'amore medico, Il misantropo, Il medico per forza, Melicerta, Pastorale comica, Il Siciliano, Anfitrione, La grande festa reale di Versailles, George Dandin |
| 163    | Molière                                         | Tutto il teatro, vol. III. L'avaro, Il signor di Pourceaugnac, I favolosi amanti, Il borghese gentiluomo, Psiche, Le furberie di Scapino, La Contessa d'Escarbagnas, Le donne intellettuali, Il malato immaginario |
| 164    | Vladimir Propp                                  | Morfologia della fiaba - Le radici storiche dei racconti di magia |
| 165    | Bob Dylan                                       | Blues, ballate e canzoni |
| 166    | Virginia Woolf                                  | La signora Dalloway |
| 167    | Jack London                                     | Romanzi e racconti del Grande Nord e dei Mari del Sud, vol. I. I racconti del Grande Nord e della corsa all'oro |
| 168    | Jack London                                     | Romanzi e racconti del Grande Nord e dei Mari del Sud, vol. II. I racconti del Pacifico e dei Mari, del Sud |
| 169    | Jack London                                     | Romanzi e racconti del Grande Nord e dei Mari del Sud, vol. III. Il richiamo della foresta, Zanna Bianca e altre storie di cani |
| 170    | Jack London                                     | Romanzi e racconti del Grande Nord e dei Mari del Sud, vol. IV. Avventure di mare e di costa, Il lupo dei mari I racconti della pattuglia guadiapesca |
| 171    | H. C. Andersen                                  | Le fiabe |
| 172    | Luigi Capuana                                   | Tutte le fiabe. C'era una volta, Il raccontafiabe, Chi vuol fiabe, chi vuole? Si conta e si racconta..., Le ultime fiabe |
| 173    | Carlo Collodi                                   | Fiabe e racconti. Racconti delle fate, Pinocchio, Storie allegre |
| 174    | I fratelli Grimm                                | Tutte le fiabe |
| 175    | Emma Perodi                                     | Le novelle della nonna. Fiabe fantastiche |
| 176    | Eduardo Scarpetta                               | Tutto il teatro, vol. I. Persicone mio figlio, Gelusia ovvero Ammore, spusalizio e gelosia, 'Na Commedia 'e tre atte, Quinnice salde so' cchiù assaje de seimila lire, È buscìa o verità, Felice maestro di calligrafia ovvero Lu Coraggio de nu pumpiere napulitano, La Collana d'oro o i cinque talismani, Tetillo, Mettiteve a fà l'ammore cu me!, Duje marite 'mbrugliune, Il non plus ultra della disperazione ovvero La Bottiglieria del Rigoletto, Lu Pagnottino, Lo Scarfalietto, Tetillo 'nzurato |
| 177    | Eduardo Scarpetta                               | Tutto il teatro, vol. II. Tre pecore viziose, L'Amico 'e papà, 'No pasticcio, Il Romanzo di un farmacista povero, Nun la trovo a mmaretà, La Nutriccia, 'Nu Frungillo cecato, Amore e polenta: 'Na paglia 'e Firenze, 'Nu brutto difetto, 'Na matassa 'mbrugliata, 'Na società 'e matite |
| 178    | Eduardo Scarpetta                               | Tutto il teatro, vol. III. Li Nepute de lu sinneco, Lu Marito de Nannina, Miseria e nobiltà, 'Nu turco napolitano, 'Na Santarella, Pazzie di Carnevale, Lu Cafè chantant, 'Nu Ministro mmiezo a li guaje, Tre cazune furtunate, 'Na Bona gugliona |
| 179    | Eduardo Scarpetta                               | Tutto il teatro, vol. IV. La Casa vecchia, La Bohéme, L'Albergo del Silenzio, Nina Boné, La Pupa movibile, 'A Cammarera nova, Duje chiapparielle, 'Na Figliola romantica, 'A Nanassa, Cane e gatte, Il Debutto di Gemma, Madama Sangenella |
| 180    | Eduardo Scarpetta                               | Tutto il teatro, vol. V. 'O Balcone 'e Rusinella, Il Processo Fiaschella, Il Figlio di Iorio, 'Na Mugliera zetella, 'O Miedeco d'e pazze, Tre epoche, L'ommo che vola!, La statua di zi' Giacomo, Feliciello scarparo, Pulcinella se venne la mogliera pe mezza lira, Vaco a Roma pe n'affare, Gli spiriti dell'aria, Il cinematografo e il teatro |
| 181    | Friedrich Nietzsche                             | Genealogia della morale |
| 182    | Gibran Khalil Gibran                            | Gesù figlio dell'uomo |
| 183    | Virginia Woolf                                  | Le onde |
| 184    | Luigi Pirandello                                | Tutti i romanzi, vol. I. L'esclusa - Suo marito |
| 185    | Luigi Pirandello                                | Tutti i romanzi, vol. II. Il turno - Il fu Mattia Pascal |
| 186    | Luigi Pirandello                                | Tutti i romanzi; vol. III. I vecchi e i giovani |
| 187    | Luigi Pirandello                                | Tutti i romanzi, vol. IV. Uno, nessuno e centomila - Quaderni di Serafino Gubbio operatore |
| 188    | Luigi Pirandello                                | Novelle per un anno, vol. I. Scialle nero, La vita nuda, La rallegrata |
| 189    | Luigi Pirandello                                | Novelle per un anno, vol. II. L'uomo solo, La mosca, In silenzio |
| 190    | Luigi Pirandello                                | Novelle per un anno, vol. III. Tutt'e tre, Dal naso al cielo, Donna Mimma |
| 191    | Luigi Pirandello                                | Novelle per un anno, vol. IV. Il vecchio Dio, La giara, Il viaggio, Candelora |
| 192    | Luigi Pirandello                                | Novelle per un anno, vol. V. Berecche e la guerra, Una giornata, Appendice |
| 193    | Luigi Pirandello                                | Maschere nude, vol. I. Sei personaggi in cerca d'autore, Ciascuno a suo modo, Questa sera si recita a soggetto, Enrico IV, Diana e la Tuda, La vita che ti diedi, L'uomo dal fiore in bocca, Il giuoco delle parti, Il piacere dell'onestà, L'imbecille |
| 194    | Luigi Pirandello                                | Maschere nude, vol. II. L'uomo, la bestia e la virtù, Come prima, meglio di prima, Vestire gli ignudi, Come tu mi vuoi, Così è (se vi pare), Tutto per bene, La ragione degli altri, L'innesto, Sogno (ma forse no), L'amica delle mogli |
| 195    | Luigi Pirandello                                | Maschere nude, vol. III. La morsa, La signora Morli, una e due, Pensaci, Giacomino!, Lumie di Sicilia, Il berretto a sonagli, La giara, Cecè, Il dovere del medico, Sagra del Signore della Nave, Ma non è una cosa seria, Bellavita, La patente, L'altro figlio, Liolà |
| 196    | Luigi Pirandello                                | Maschere nude, vol. IV. O di uno o di nessuno, Non si sa come, Trovarsi, Quando si è qualcuno, All'uscita, La nuova colonia, Lazzaro, La favola del figlio cambiato, I giganti della montagna |
| 197    | Bram Stoker                                     | Dracula |
| 198    | Carl Gustav Jung                                | Tipi psicologici |
| 199    | Rabindranath Tagore                             | Canti e poesie |
| 200    | Thomas Mann                                     | Altezza Reale |
| 201    | Blaise Pascal                                   | Pensieri |
| 202    | Guido Gozzano                                   | Tutte le poesie. La via del rifugio - I colloqui - Le farfalle - Poesie sparse |
| 203    | Virginia Woolf                                  | Gita al faro |
| 204    | Ettore Petrolini                                | Il teatro. Macchiette, Venite a sentire, Nerone, Amori de notte, Romani de Roma, Acqua salata, Gastone, Il padiglione delle meraviglie, Benedetto tra le donne, Chicchignola, Il metropolitano |
| 205    | Ettore Petrolini                                | Facezie, autobiografie e memorie. Ti à piaciato?, Abbasso Petrolini, Io e il film sonoro, Modestia a parte..., Un po' per celia un po' per non morir... |
| 206    | Alfred Adler                                    | La Psicologia Individuale nella scuola, Psicologia dell'educazione Psicologia del bambino difficile |
| 207    | Gibran Khalil Gibran                            | Il folle, Poesie in Prosa, Il diverbio |
| 208    | E. M. Forster                                   | Casa Howard |
| 209    | Federico García Lorca                           | Tutte le poesie, vol. I. Libro de poemas - Suites |
| 210    | Federico García Lorca                           | Tutte le poesie, vol. II. Poema del Cante jondo - Canzoni - Romancero gitano - Odi - Poeta a New York Lamento per Ignacio Sánchez Mejías - Sei poesie galizie Diván del Tamarit - Sonetti - Poesie sparse - Canti popolari |
| 211    | Federico García Lorca                           | Tutto il teatro. Il maleficio della farfalla, La fanciulla e il principe, Lola, Le marionette, Mariana Pineda, Dialoghi, La calzolaia prodigiosa, Amore di don Perlimplín con Belisa, Di qui a cinque anni, Il pubblico, Retablillo di don Cristóbal, Nozze di sangue, Yerma, Donna Rosita nubile, La casa di Bernarda Alba, Commedia senza titolo, I sogni di mia cugina Aurelia |
| 212    | Henri Pirenne                                   | Maometto e Carlomagno |
| 213    | Marta Savini e Ferruccio Ulivi (a cura di)      | Le più belle poesie d'amore della letteratura italiana |
| 214    | David Herbert Lawrence                          | Il pavone bianco |
| 215    | Marco Valerio Marziale                          | Gli epigrammi |
| 216    | Claudio Rendina                                 | I papi. Storia e segreti |
| 217    | Claudio Rendina                                 | I dogi. Storia e segreti |
| 218    | Michael Grant                                   | Gli imperatori romani. Storia e segreti |
| 219    | Bertrand Russell                                | Matrimonio, sesso e morsale |
| 220    | Jack Kerouac                                    | Mexico City Blues |
| 221    | Joseph Conrad                                   | Nostromo |
| 222    | Victor W. Von Hagen                             | L'impero degli Inca |
| 223    | Victor W. Von Hagen                             | Il mondo dei Maya |
| 224    | Victor W. Von Hagen                             | Gli Aztechi, civiltà e splendore |
| 225    | Victor W. Von Hagen                             | Gli imperi del deserto nel Perú precolombiano |
| 226    | Sigmund Freud                                   | Psicoanalisi dell'arte e della letteratura |
| 227    | Elena Clementelli e Walter Mauro (a cura di)    | Il fiore della libertà |
| 228    | Edith Wharton                                   | L'età dell'innocenza |
| 229    | Carl Gustav Jung                                | La libido, simboli e trasformazioni |
| 230    | Lord Byron                                      | Satire. Beppo, racconto veneziano, Visione di un giudizio |
| 231    | David Herbert Lawrence                          | Figli e amanti |
| 232    | Sigmund Freud                                   | Casi clinici |
| 233    | Francesco Petrarca                              | Poesie d'amore |
| 234    | Virginia Woolf                                  | Orlando |
| 235    | Henrik Ibsen                                    | Tutto il teatro, vol. I. Catilina, La tomba del guerriero, La notte di San Giovanni, Donna Inger di Õstraat, Festa a Solhaug, Olaf Liljekrans, Guerrieri a Helgeland, La commedia dell'amore, I pretendenti alla corona |
| 236    | Henrik Ibsen                                    | Tutto il teatro, vol. II. Brand, Peer Gynt, La lega dei giovani, Cesare e Galileo: 1. L'apostasia di Cesare, 2. Giuliano imperatore |
| 237    | Henrik Ibsen                                    | Tutto il teatro, vol. III. I pilastri della società, Casa di bambola, Spettri, Un nemico del popolo, L'anitra selvatica, La casa dei Rosmer |
| 238    | Henrik Ibsen                                    | Tutto il teatro, vol. IV. La donna del mare, Hedda Gabler, Il costruttore Solness, Il piccolo Eyolf, John Gabriel Borkman, Quando noi morti ci destiamo |
| 239    | H. P. Lovecraft                                 | Tutti i romanzi e i racconti, vol. I. L'incubo, I |
| 240    | H. P. Lovecraft                                 | Tutti i romanzi e i racconti, vol. II. L'incubo, II |
| 241    | H. P. Lovecraft                                 | Tutti i romanzi e i racconti, vol. III. Il sogno |
| 242    | H. P. Lovecraft                                 | Tutti i romanzi e i racconti, vol. IV. Il mito, I |
| 243    | H. P. Lovecraft                                 | Tutti i romanzi e i racconti, vol. V. Il mito, II |
| 244    | Omero                                           | Iliade nella versione di Vincenzo Monti |
| 245    | Omero                                           | Odissea nella versione di Ippolito Pindemonte |
| 246    | D.A.F. de Sade                                  | Opere complete, vol. I. Le sventure della virtù - Justine ovvero le disgrazie della virtù |
| 247    | D.A.F. de Sade                                  | Opere complete, vol. II. Aline e Valcour |
| 248    | D.A.F. de Sade                                  | Opere complete, vol. III. La filosofia nel boudoir - Teatro e opuscoli |
| 249    | D.A.F. de Sade                                  | Opere complete, vol. IV. La nuova Justine ovvero le sciagure della virtù |
| 250    | D.A.F. de Sade                                  | Opere complete, vol. V. Juliette ovvero le prosperità del vizio, I |
| 251    | D.A.F. de Sade                                  | Opere complete, vol. VI. Juliette ovvero le prosperità del vizio, II |
| 252    | D.A.F. de Sade                                  | Opere complete, vol. VII. I crimini dell'amore - L'autore a Villeterque |
| 253    | D.A.F. de Sade                                  | Opere complete, vol. VIII. La marchesa di Gange Adelaide di Brunswick - Isabella di Baviera |
| 254    | D.A.F. de Sade                                  | Opere complete, vol. IX. Le 120 giornate di Sodoma - Storielle e racconti |
| 255    | D.A.F. de Sade                                  | Opere complete, vol. X. Viaggio in Italia - Viaggio in Olanda |
| 256    | Bertrand Russell                                | L'analisi della mente |
| 257    | Vladimir Majakovskij                            | Poesie |
| 258    | Virginia Woolf                                  | Gli anni |
| 259    | Alfred Adler                                    | La conoscenza dell'uomo nella psicologia individuale, La dottrina del carattere |
| 260    | Francesco Grisi (a cura di)                     | I futuristi |
| 261    | Joseph Conrad                                   | Vittoria: una storia delle isole |
| 262    | Guy de Maupassant                               | Tutti i racconti neri, fantastici e crudeli |
| 263    | Émile Zola                                      | Germinal |
| 264    | Jacob Burckhardt                                | La civiltà del Rinascimento in Italia |
| 265    | E.T.A. Hoffmann                                 | Gli elisir del diavolo |
| 266    | Edith Wharton                                   | La casa della gioia |
| 267    | Lev Trotskij                                    | Storia della Rivoluzione russa, vol I. La Rivoluzione di febbraio |
| 268    | Lev Trotskij                                    | Storia della Rivoluzione russa, vol II. La Rivoluzione di ottobre |
| 269    | Alfonso Maria Di Nola                           | Il diavolo |
| 270    | H.P. Lovecraft                                  | I miei orrori preferiti |
| 271    | Arthur Conan Doyle                              | Tutti i racconti fantastici e dell'orrore |
| 272    | Arthur Conan Doyle                              | Tutti i romanzi fantastici, vol. I. Il mondo perduto, La fine del mondo, La macchina disintegratrice, Una scoperta meravigliosa |
| 273    | Arthur Conan Doyle                              | Tutti i romanzi fantastici, vol. II. Nel paese delle nebbie, Quando la Terra urlò, L'abisso di Atlantide |
| 274    | Bertrand Russell                                | Dio e la religione |
| 275    | David Herbert Lawrence                          | La ragazza perduta |
| 276    | Virgilio                                        | Eneide |
| 277    | Georg Groddeck                                  | Il libro dell'Es |
| 278    | Honoré de Balzac                                | Tutto il teatro |
| 279    | Ambrose Bierce                                  | Tutti i racconti dell'orrore |
| 280    | Aleksandr N. Afanas'ev                          | Fiabe popolari russe |
| 281    | H.C. Andersen                                   | Fiabe |
| 282    | Jean de La Fontaine                             | Favole |
| 283    | Charles Perrault e altri                        | I racconti delle fate |
| 284    | W.B. Yeats                                      | Fiabe irlandesi |
| 285    | Alfred Adler                                    | Cosa la vita dovrebbe significare per voi |
| 286    | Edith Wharton                                   | Storie di fantasmi |
| 287    | Marcello Vannucci                               | I Medici |
| 288    | John Victor Luce                                | La fine di Atlantide: nuove luci su un'antica leggenda |
| 289    | Evan Hadingham                                  | I misteri dell'antica Britannia |
| 290    | Georges Goyon                                   | Il segreto delle grandi piramidi |
| 291    | Jan Alberto Soggin                              | I manoscritti del Mar Morto |
| 292    | H.V.F. Winstone                                 | Alla scoperta della tomba di Tutankhamun |
| 293    | Arthur Schopenhauer                             | La saggezza della vita, Aforismi |
| 294    | Karol Wojtyła                                   | Poesie |
| 295    | Francesca Pansa e Marianna Bucchich (a cura di) | Poesie d'amore. L'assenza, il desiderio |
| 296    | Edith Wharton                                   | L'usanza del paese |
| 297    | Gabriele D'Annunzio                             | Il piacere, Giovanni Episcopo, L'innocente |
| 298    | Gabriele D'Annunzio                             | Trionfo della morte, Le vergini delle rocce |
| 299    | Gabriele D'Annunzio                             | Il fuoco, Forse che sì forse che no |
| 300    | Gabriele D'Annunzio                             | Tutte le novelle. Terra vergine, Novelle della Pescara |
| 301    | Gabriele D'Annunzio                             | Prose scelte. Solus ad solam, Notturno (da Le faville del maglio), Il libro segreto |
| 302    | Gabriele D'Annunzio                             | Tutte le poesie, vol. I. Primo vere, Canto novo, Intermezzo di rime, Isottèo, Chimera, Elegie romane, Poema paradisiaco |
| 303    | Gabriele D'Annunzio                             | Tutte le poesie, vol. II. Laudi del cielo, del mare, della terra e degli eroi |
| 304    | Gabriele D'Annunzio                             | Tutte le poesie, vol. III. Poesie in dialetto, per canzoni e disperse |
| 305    | Gabriele D'Annunzio                             | Tutto il teatro, vol. I. Sogno di un mattino di primavera, Sogno d'un tramonto d'autunno, La città morta, La Gioconda, La Gloria, Francesca da Rimini, Parisina, La figlia di Jorio |
| 306    | Gabriele D'Annunzio                             | Tutto il teatro, vol. II. La fiaccola sotto il moggio, Più che l'amore, La nave, Fedra |
| 307    | Gabriele D'Annunzio                             | Tutto il teatro, vol. III. Le martyre de Saint Sébastian (Il martirio di San Sebastiano), La Pisanelle (La Pisanella), Le Chevrefeuille (Il ferro) |
| 308    | Bertrand Russell                                | La mia filosofia |
| 309    | Francesco Grisi (a cura di)                     | I crepuscolari |
| 310    | E. M. Forster                                   | Il viaggio più lungo |
| 311    | Gwyn Jones                                      | I Vichinghi |
| 312    | Carl Gustav Jung                                | Psicologia della malattia mentale |
| 313    | Girolamo Mancuso (a cura di)                    | Poesie cinesi d'amore e di nostalgia |
| 314    | David Herbert Lawrence                          | La verga d'Aronne |
| 315    | Fedro                                           | Le fiabe |
| 316    | Totò                                            | 'A livella e Poesie d'amore |
| 317    | Mahatma Gandhi                                  | L'Induismo |
| 318    | Giuseppe Vettori (a cura di)                    | I canti popolari italiani |
| 319    | Marguerite Radclyffe Hall                       | Il pozzo della solitudine |
| 320    | Lucio Apuleio                                   | L'asino d'oro |
| 321    | Robert E. Howard                                | Tutti i cicli fantastici, tomo I. Il ciclo di Conan, I |
| 322    | Robert E. Howard                                | Tutti i cicli fantastici, tomo II. Il ciclo di Conan, II |
| 323    | Robert E. Howard                                | Tutti i cicli fantastici, tomo III. Il ciclo Celta e Il ciclo di Faccia di Teschio |
| 324    | Robert E. Howard                                | Tutti i cicli fantastici, tomo IV. Il ciclo di Salomon Kane, Il ciclo di Kirby Buchner |
| 325    | Robert E. Howard                                | Tutti i cicli fantastici, tomo V. Il ciclo di Kull di Valusia, Il ciclo di James Allison, Il ciclo di Cthulhu, Il ciclo di Almuric |
| 326    | H.A.L. Fisher                                   | Storia d'Europa, vol. I. Dall'antichità alla controriforma |
| 327    | H.A.L. Fisher                                   | Storia d'Europa, vol. II. Dall'età dell'assolutismo all'epoca dei totalitarismi |
| 328    | Carl Gustav Jung                                | Psicologia, sogno e associazione verbale |
| 329    | Lawrence d'Arabia                               | I sette pilastri della saggezza |
| 330    | William Somerset Maugham                        | Schiavo d'amore |
| 331    | Giulio Cattaneo                                 | Federico II di Svevia |
| 332    | Salvatore Di Giacomo                            | Napoli: figure e paesi e Luci e ombre napoletane |
| 333    | Carl Gustav Jung                                | Elementi di psicologia |
| 334    | T.S. Eliot                                      | Poesie (1905/1920) |
| 335    | Heinrich Mann                                   | La piccola città |
| 336    | Edward F. Benson                                | Tutti i racconti di fantasmi |
| 337    | Ferdinando Russo                                | Poesie napoletane |
| 338    | David Herbert Lawrence                          | Fantasia dell'inconscio e Psicoanalisi e inconscio |
| 339    | Esopo                                           | Favole |
| 340    | William Somerset Maugham                        | La luna e sei soldi |
| 341    | Jan Filip                                       | I Celti |
| 342    | Gabriele D'Annunzio                             | Cronache romane |
| 343    | Rudyard Kipling                                 | Poesie |
| 344    | Terenzio                                        | Tutte le commedie, vol. I |
| 345    | Terenzio                                        | Tutte le commedie, vol. II |
| 346    | David Herbert Lawrence                          | L'arcobaleno |
| 347    | Heinrich Schliemann                             | Alla scoperta di Troia |
| 348    | Giovanni Paolo II                               | Le mie preghiere |
| 349    | Giuseppe Antonelli                              | Crasso. Il banchiere di Roma |
| 350    | Edith Wharton                                   | La scogliera |
| 351    | Luciano di Samosata                             | Dialoghi |
| 352    | Gaio Giulio Cesare                              | La guerra gallica, La guerra civile |
| 353    | Cornelio Nepote                                 | Vite degli uomini illustri e Frammenti |
| 354    | Sallustio                                       | La congiura di Catilina, La guerra contro Giugurta, Frammenti |
| 355    | Svetonio                                        | Vita dei Cesari |
| 356    | Tacito                                          | Annali, vol. I |
| 357    | Tacito                                          | Annali, vol. II |
| 358    | Tacito                                          | Storie |
| 359    | Tacito                                          | La Germania, Vita di Agricola, Dialogo degli oratori |
| 360    | Guy de Maupassant                               | Tutti i racconti, vol. I |
| 361    | Guy de Maupassant                               | Tutti i racconti, vol. II |
| 362    | Guy de Maupassant                               | Tutti i racconti, vol. III |
| 363    | Guy de Maupassant                               | Tutti i racconti, vol. IV |
| 364    | Giuseppe Verdi                                  | Tutti i libretti d'opera, vol. I |
| 365    | Giuseppe Verdi                                  | Tutti i libretti d'opera, vol. II |
| 366    | Friedrich Nietzsche                             | La gaia scienza |
| 367    | Ovidio                                          | L'arte di far l'amore, Come curar l'amore, e L'arte del trucco |
| 368    | Renato Grilletto                                | Il mistero delle mummie, dall'antichità ai nostri giorni attraverso il tempo e lo spazio |
| 369    | Montague Rhodes James                           | Fantasmi e altri orrori |
| 370    | Giovanni Pizza                                  | Miti e leggende degli Indiani d'America |
| 371    | Tersilla Gatto Chanu                            | Miti e leggende dell'Amazzonia |
| 372    | Claudio Corvino                                 | Miti e leggende dei Caraibi |
| 373    | Mario Schettini                                 | Italia, nascita di una nazione |
| 374    | Cesare Pascarella                               | Tutte le poesie romanesche |
| 375    | Henry James                                     | Ritratto di signora |
| 376    | Albert Béguin e Yves Bonnefoy (a cura di)       | La Ricerca del Santo Graal |
| 377    | Cyril Aldred                                    | Gli Egiziani. Tre millenni di civiltà |
| 378    | Cyril Aldred                                    | Akhenaton, il faraone del sole |
| 379    | T.G.H. James                                    | L'archeologia dell'Egitto antico |
| 380    | Labib Habaehi                                   | Gli obelischi egizi: i grattacieli dell'antichità |
| 381    | E.A. Wallis Budge                               | Magia egizia |
| 382    | Brian Fagan                                     | Alla scoperta dell'antico Egitto |
| 383    | Francesco Gabrieli                              | Maometto e le grandi conquiste arabe |
| 384    | Virginia Woolf                                  | Notte e giorno |
| 385    | Lawrence Ferlinghetti                           | Poesie. Questi sono i miei fiumi |
| 386    | Claudio Mutti (a cura di)                       | Miti, fiabe e leggende della Transilvania |
| 387    | W.A. Mozart                                     | Tutti i libretti d'opera, vol. I |
| 388    | W.A. Mozart                                     | Tutti i libretti d'opera, vol. II |
| 389    | Enrico Stinchelli                               | Mozart, la vita e l'opera |
| 390    | Hamza Roberto Piccardo (a cura di)              | Il Corano |
| 391    | John Atkinson Hobson                            | L'imperialismo |
| 392    | E.M. Forster                                    | Monteriano. Là dove gli angeli non osano camminare |
| 393    | Cesare Vivaldi (a cura di)                      | Carmi priapei |
| 394    | Nazım Hikmet                                    | Poesie |
| 395    | Antonio Machado                                 | Poesie. Soledades, Campos de Castilla |
| 396    | Albert Einstein                                 | Pensieri, idee, opinioni |
| 397    | Gustavo Adolfo Bécquer                          | Poesie d'amore. Rimas |
| 398    | Salvatore Tufano                                | Miti e leggende nordiche |
| 399    | Katherine Mansfield                             | Tutti i racconti |
| 400    | Bertrand Russell                                | Teoria della conoscenza |
| 401    | Elena Clementelli e Walter Mauro (a cura di)    | Blues, Spirituals, Folk Songs |
| 402    | Erberto Petoia                                  | Miti e leggende del Medioevo |
| 403    | Marcello Vannucci                               | Lorenzaccio |
| 404    | Giancarlo Zizola                                | Il conclave |
| 405    | Giuseppe Tucci                                  | Tibet ignoto |
| 406    | Giuseppe Tucci                                  | Tra giungle e pagode |
| 407    | Giuseppe Tucci                                  | La via dello Swat |
| 408    | Giuseppe Tucci                                  | Nepal: alla scoperta del regno dei Malla |
| 409    | Giuseppe Tucci                                  | A Lhasa e oltre |
| 410    | Erodoto                                         | Storie |
| 411    | Tucidide                                        | La guerra del Peloponneso |
| 412    | Senofonte                                       | Elleniche, Anabasi |
| 413    | Senofonte                                       | Ciropedia |
| 414    | Nino Martoglio                                  | Tutto il teatro, vol. I |
| 415    | Nino Martoglio                                  | Tutto il teatro, vol. II |
| 416    | Nino Martoglio                                  | Centona. Tutte le poesie in dialetto siciliano |
| 417    | Friedrich Nietzsche                             | Considerazioni inattuali |
| 418    | Francesco Petrarca                              | Canzoniere |
| 419    | Joseph Conrad                                   | Destino |
| 420    | Tersilla Gatto Chanu                            | I miti dei Greci e dei Romani |
| 421    | Henri Pirenne                                   | Le città del Medioevo |
| 422    | William Somerset Maugham                        | La giostra |
| 423    | Goethe                                          | Poesie d'amore |
| 424    | Richard Wilhelm (a cura di)                     | Fiabe e leggende della Cina |
| 425    | Albert Einstein                                 | Il significato della relatività |
| 426    | Jules Laforgue                                  | Poesie |
| 427    | E.T.A. Hoffmann                                 | Fiabe |
| 428    | Michael Grant                                   | Cleopatra |
| 429    | Alfred Adler                                    | Il senso della vita |
| 430    | William Shakespeare                             | Riccardo III |
| 431    | Edith Wharton                                   | Gli sguardi della luna |
| 432    | Henri Pirenne                                   | Storia economica e sociale del Medioevo |
| 433    | Jack Kerouac                                    | Poesie beat |
| 434    | Helmut Hoffmann (a cura di)                     | Fiabe e leggende tibetane |
| 435    | Vincenzo Bellini                                | Tutti i libretti d'opera |
| 436    | Bertrand Russell                                | I fondamenti della geometria |
| 437    | Bertrand Russell                                | Pensieri (a cura di Lee Eisler) |
| 438    | Ezra Pound                                      | Poesie |
| 439    | Joseph Sheridan Le Fanu                         | Tra fantasmi e vampiri |
| 440    | Rainer Maria Rilke                              | Sonetti a Orfeo |
| 441    | Joseph Conrad                                   | Il salvataggio |
| 442    | Ernst Cassirer                                  | La teoria della relatività di Einstein |
| 443    | Sabatino Moscati                                | Antichi imperi d'Oriente |
| 444    | Samuel N. Kramer                                | I Sumeri: alle radici della storia |
| 445    | A. Leo Oppenheim                                | L'antica Mesopotamia: ritratto di una civiltà scomparsa |
| 446    | James G. Macqueen                               | Gli Ittiti: un impero degli altipiani |
| 447    | A.T. Olmstead                                   | L'impero persiano |
| 448    | Gioachino Rossini                               | Tutti i libretti d'opera, vol. I |
| 449    | Gioachino Rossini                               | Tutti i libretti d'opera, vol. II |
| 450    | Platone                                         | Tutte le opere, vol. I. Eutifrone, Apologia di Socrate, Critone, Fedone, Cratilo, Teeteto, Sofista |
| 451    | Platone                                         | Tutte le opere, vol. II. Politico, Parmenide, Filebo, Simposio, Fedro, Alcibiade, Alcibiade secondo, Ipparco, Amanti |
| 452    | Platone                                         | Tutte le opere, vol. III. Teagete, Carmide, Lachete, Liside, Eutidemo, Protagora, Gorgia, Menone, Ippia maggiore, Ippia minore, Ione, Menesseno, Clitofonte |
| 453    | Platone                                         | Tutte le opere, vol. IV. Repubblica, Timeo, Crizia |
| 454    | Platone                                         | Tutte le opere, vol. V. Minosse, Leggi, Epinomide, Lettere |
| 455    | Tito Livio                                      | Storia di Roma dalla fondazione, vol. I |
| 456    | Tito Livio                                      | Storia di Roma dalla fondazione, vol. II |
| 457    | Tito Livio                                      | Storia di Roma dalla fondazione, vol. III |
| 458    | Tito Livio                                      | Storia di Roma dalla fondazione, vol. IV |
| 459    | Tito Livio                                      | Storia di Roma dalla fondazione, vol. V |
| 460    | Tito Livio                                      | Storia di Roma dalla fondazione, vol. VI |
| 461    | Michael Foss                                    | Miti e leggende dei Celti |
| 462    | Virginia Woolf                                  | Tutti i racconti |
| 463    | Carl Gustav Jung                                | Psicoanalisi o psicologia analitica |
| 464    | William Shakespeare                             | Enrico V |
| 465    | Piero Gobetti                                   | La Rivoluzione liberale |
| 466    | Friedrich Nietzsche                             | Idilli di Messina e Ditirambi di Dioniso |
| 467    | Friedrich Nietzsche                             | Sull'avvenire delle nostre scuole |
| 468    | Francis Scott Fitzgerald                        | Belli e dannati |
| 469    | Richard Wagner                                  | Tutti i libretti d'opera, vol. I |
| 470    | Richard Wagner                                  | Tutti i libretti d'opera, vol. II |
| 471    | Polibio                                         | Storie, vol. I |
| 472    | Polibio                                         | Storie, vol. II |
| 473    | Polibio                                         | Storie, vol. III |
| 474    | Polibio                                         | Storie, vol. IV |
| 475    | Ernesto Che Guevara                             | Poesie e scritti sulla letteratura e l'arte |
| 476    | Francesca Pansa (a cura di)                     | Poesie d'amore. In segreto e in passione |
| 477    | William Shakespeare                             | Riccardo II |
| 478    | William Shakespeare                             | Come vi piace |
| 479    | Ernesto Che Guevara                             | Ideario |
| 480    | Apuleio                                         | La favola di Amore e Psiche |
| 481    | Seneca                                          | L'arte di essere felici e vivere a lungo |
| 482    | Edmond Rostand                                  | Cirano di Bergerac, L'altro mondo o Stati e Imperi della Luna |
| 483    | Erasmo da Rotterdam                             | Elogio della follia |
| 484    | Oscar Wilde                                     | Aforismi |
| 485    | Henrik Ibsen                                    | I capolavori. I pilastri della società, Casa di bambola, Spettri, Un nemico del popolo, La casa dei Rosmer, La donna del mare, Hedda Gabler |
| 486    | Buddha                                          | La via per la saggezza |
| 487    | Miguel de Cervantes                             | Novelle esemplari |
| 488    | Epicuro                                         | La felicità |
| 489    | Silvio Zavatti (a cura di)                      | Canti degli Indiani d'America |
| 490    | Namkhai Norbu (a cura di)                       | Il libro tibetano dei morti |
| 491    | Niccolò Machiavelli                             | Il Principe |
| 492    | Ernesto Che Guevara                             | Diario della rivoluzione cubana |
| 493    | Tommaso Campanella                              | La città del sole |
| 494    | Napoleone Bonaparte                             | Aforismi politici, Pensieri morali, Massime sulla guerra |
| 495    | Dino Campana                                    | Canti Orfici |
| 496    | William Shakespeare                             | Amleto |
| 497    | William Shakespeare                             | Romeo e Giulietta |
| 498    | Molière                                         | L'avaro |
| 499    | Nostradamus                                     | Profezie |
| 500    | Niccolò Machiavelli                             | Mandragola, Clizia, Andria |
| 501    | Friedrich Nietzsche                             | La volontà di potenza |
| 502    | Mark Twain                                      | Il diario di Adamo ed Eva |
| 503    | Oscar Wilde                                     | L'importanza di chiamarsi Ernesto, Il ventaglio di Lady Windermere, Una donna senza importanza, Un marito ideale |
| 504    | William Shakespeare                             | Otello |
| 505    | William Shakespeare                             | Sogno di una notte di mezza estate |
| 506    | Jorge Luis Borges                               | Cos'è il buddismo |
| 507    | Paul Verlaine                                   | I poeti maledetti |
| 508    | Ernesto Che Guevara                             | Questa grande umanità |
| 509    | William Shakespeare                             | Re Lear |
| 510    | Giacomo Leopardi                                | Operette morali |
| 511    | William Shakespeare                             | Giulio Cesare |
| 512    | Søren Kierkegaard                               | La malattia mortale |
| 513    | Seneca                                          | Tutte le tragedie. Ercole furioso, Troiane, Fenicie, Medea, Fedra, Edipo, Agamennone, Tieste, Ercole sull'Eta, Ottavia |
| 514    | Alessandro Manzoni                              | La monaca di Monza |
| 515    | William Shakespeare                             | Il mercante di Venezia |
| 516    | Ferdinand Gregorovius                           | Lucrezia Borgia |
| 517    | Sun Tzu                                         | L'arte della guerra |
| 518    | William Shakespeare                             | Re Giovanni |
| 519    | Samuel T. Coleridge                             | La ballata del vecchio marinaio e altre poesie |
| 520    | Virginia Woolf                                  | Una stanza tutta per sé |
| 521    | Franz Kafka                                     | Lettera al padre, La condanna |
| 522    | Alfred Adler                                    | La tecnica della Psicologia Individuale |
| 523    | Carlo Goldoni                                   | La locandiera, Gl'innamorati |
| 524    | Plutarco                                        | Consigli per i politici |
| 525    | Piero Mioli (a cura di)                         | Le più belle arie d'opera |
| 526    | Victor Hugo                                     | L'ultimo giorno di un condannato a morte |
| 527    | William Shakespeare                             | Molto rumore per nulla |
| 528    | Oscar Wilde                                     | De Profundis, Due lettere al «Daily Chronicle» |
| 529    | La Rochefoucauld                                | Massime |
| 530    | Oscar Wilde                                     | Manuale del perfetto impertinente |
| 531    | Plutarco                                        | Vite parallele. Alessandro e Cesare |
| 532    | Confucio                                        | Massime |
| 533    | Charles Darwin                                  | L'espressione delle emozioni nell'uomo e negli animali |
| 534    | Molière                                         | Il misantropo |
| 535    | Tommaso d'Aquino                                | L'alchimia ovvero Trattato della pietra filosofale |
| 536    | William Shakespeare                             | Troilo e Cressida |
| 537    | Lawrence d'Arabia                               | La rivolta del deserto |
| 538    | Plutarco                                        | Vite parallele. Demostene e Cicerone |
| 539    | William Shakespeare                             | Antonio e Cleopatra |
| 540    | Fernando Pessoa                                 | Il libro dell'inquietudine |
| 541    | Plutarco                                        | L'arte di saper ascoltare |
| 542    | Kavafis                                         | Poesie d'amore e della memoria |
| 543    | William Shakespeare                             | Misura per misura |
| 544    | Seneca                                          | L'arte di non adirarsi |
| 545    | Walt Whitman                                    | Foglie d'erba |
| 546    | Raymond Queneau                                 | Gli ultimi giorni |
| 547    | Alfred Adler                                    | Guarire ed educare |
| 548    | Gregory Corso                                   | Poesie. Mindfield - Campo mentale |
| 549    | Plutarco                                        | Vite parallele. Pericle e Fabio Massimo |
| 550    | Raymond Queneau                                 | Tempi duri, Saint Glinglin! |
| 551    | Luigi Pirandello                                | Sei personaggi in cerca d'autore |
| 552    | William Shakespeare                             | La bisbetica domata |
| 553    | Riccardo Reim (a cura di)                       | Aforismi proibiti e libertini |
| 554    | Charles Darwin                                  | Viaggio di un naturalista intorno al mondo |
| 555    | Ugo Foscolo                                     | Lettere d'amore |
| 556    | Alfred Adler                                    | Il carattere dei nevrotici |
| 557    | Pierre Grimal                                   | La mitologia greca |
| 558    | William Shakespeare                             | Macbeth |
| 559    | Lucrezio                                        | La natura delle cose |
| 560    | Sant'Agostino                                   | Confessioni |
| 561    | Tommaso Moro                                    | Utopia |
| 562    | Torquato Tasso                                  | Gerusalemme liberata |
| 563    | Marco Tullio Cicerone                           | L'arte di saper parlare |
| 564    | Mohandas Karamchand Gandhi                      | Le grandi religioni: induismo, buddismo, cristianesimo, islamismo |
| 565    | Albert Einstein                                 | Il mondo come io lo vedo |
| 566    | Gabriele D'Annunzio                             | La figlia di Iorio |
| 567    | Luigi Pirandello                                | L'umorismo |
| 568    | Dante Alighieri                                 | Vita nuova |
| 569    | George W. Cronyn (a cura di)                    | Poesie e canti degli Indiani d'America |
| 570    | Francesca Pansa (a cura di)                     | Poesie per anime gemelle: un lungo racconto d'amore nei versi di grandi poetesse e grandi poeti |
| 571    | Publio Ovidio Nasone                            | Le metamorfosi |
| 572    | Franz Kafka                                     | Considerazioni sul peccato, il dolore, la speranza e la vera via |
| 573    | Sigmund Freud                                   | L'Io e L'Es - Inibizione, sintomo e angoscia |
| 574    | Sigmund Freud                                   | L'avvenire di un'illusione, Il disagio della civiltà |
| 575    | Sigmund Freud                                   | Introduzione alla psicoanalisi |
| 576    | Sigmund Freud                                   | Mosè e il monoteismo |
| 577    | Jane Austen                                     | Ragione e sentimento |
| 578    | Joseph Roth                                     | La cripta dei cappuccini |
| 579    | Joseph Roth                                     | La marcia di Radetzky |
| 580    | Joseph Roth                                     | La Leggenda del Santo Bevitore - Fuga senza fine |
| 581    | Gabriele D'Annunzio                             | Il piacere |
| 582    | Howard P. Lovecraft                             | I racconti del Necronomicon |
| 583    | Fëdor Dostoevskij                               | Delitto e castigo |
| 584    | Joseph Roth                                     | Giobbe |
| 585    | Sigmund Freud                                   | Compendio di psicoanalisi e altri scritti |
| 586    | Dante Alighieri                                 | La Divina Commedia |
| 587    | Alexandre Dumas                                 | Robin Hood |
| 588    | Lewis Carroll                                   | Alice nel paese delle meraviglie - Attraverso lo specchio |
| 589    | Oscar Wilde                                     | Il ritratto di Dorian Gray |
| 590    | Cesare Pavese                                   | La luna e i falò |
| 591    | Herman Melville                                 | Bartleby lo Scrivano - Chicchirichì - Billy Budd |
| 592    | Emily Brontë                                    | Cime tempestose |
| 593    | Fëdor Dostoevskij                               | Le notti bianche - La mite - Il sogno di un uomo ridicolo |
| 594    | Giovanni Boccaccio                              | Decameron |
| 595    | Louisa May Alcott                               | Piccole donne - Piccole donne crescono |
| 596    | Jane Austen                                     | Emma |
| 597    | Charles Dickens                                 | Grandi speranze |
| 598    | Mark Twain                                      | Le avventure di Huckleberry Finn |
| 599    | Fëdor Dostoevskij                               | I demoni |
| 600    | Federico De Roberto                             | I Viceré |
| 601    | Washington Irving                               | Il mistero di Sleepy Hollow e altri racconti |
| 602    | Stendhal                                        | Il rosso e il nero |
| 603    | Walter Scott                                    | Ivanhoe |
| 604    | Charlotte Brontë                                | Jane Eyre |
| 605    | Stendhal                                        | La Certosa di Parma |
| 606    | Karl Marx-Friedrich Engels                      | Manifesto del Partito Comunista |
| 607    | James Matthew Barrie                            | Le avventure di Peter Pan |
| 608    | Fëdor Dostoevskij                               | L'idiota |
| 609    | James Fenimore Cooper                           | L'ultimo dei Mohicani |
| 610    | Gustave Flaubert                                | Madame Bovary e Tre racconti |
| 611    | Howard P. Lovecraft                             | Le Montagne della Follia |
| 612    | Jane Austen                                     | Mansfield Park |
| 613    | Herman Melville                                 | Moby Dick |
| 614    | Émile Zola                                      | Nanà |
| 615    | Victor Hugo                                     | Notre-Dame de Paris |
| 616    | Charles Dickens                                 | Oliver Twist |
| 617    | Aleksandr Solženicyn                            | Padiglione cancro |
| 618    | Mao Tse-Tung                                    | Il libretto rosso |
| 619    | Anonimo                                         | Sweeney Todd - Il Diabolico Barbiere di Fleet Street |
| 620    | Jerome Klapka Jerome                            | Tre uomini in barca - Tre uomini a zonzo |
| 621    | Giovanni Verga                                  | Tutte le novelle |
| 622    | Giovanni Verga                                  | Storia di una capinera |
| 623    | Laclos                                          | Le relazioni pericolose |
| 624    | Johann Wolfgang Goethe                          | Le affinità elettive |
| 625    | Émile Zola                                      | Al paradiso delle signore |
| 626    | Voltaire                                        | Candido - L'ingenuo - Zadig - Micromegas |
| 627    | Arthur Schnitzler                               | Doppio sogno |
| 628    | Edmondo De Amicis                               | Cuore |
| 629    | Ignazio Silone                                  | Fontamara |
| 630    | Rudyard Kipling                                 | I libri della jungla |
| 631    | Jane Austen                                     | L'Abbazia di Northanger |
| 632    | Jonathan Swift                                  | I viaggi di Gulliver |
| 633    | Émile Zola                                      | Thérèse Raquin |
| 634    | Gaston Leroux                                   | Il fantasma dell'Opera |
| 635    | Hugh Davidson                                   | Il Signore dei Vampiri |
| 636    | Alexandre Dumas                                 | Il tulipano nero |
| 637    | Hermann Hesse                                   | Storie di vagabondaggio |
| 638    | Carlo Levi                                      | Cristo si è fermato ad Eboli |
| 639    | Alexandre Dumas (figlio)                        | La signora delle camelie |
| 640    | Emilio Salgari                                  | Le tigri di Mompracem |
| 641    | Agatha Christie                                 | Poirot e il mistero di Styles Court |
| 642    | Robert Louis Stevenson                          | Lo strano caso del Dr. Jekyll e Mr. Hyde |
| 643    | Giovanni Verga                                  | Mastro-don Gesualdo |
| 644    | Jane Austen                                     | Orgoglio e pregiudizio |
| 645    | Jane Austen                                     | Persuasione |
| 646    | Antonio Fogazzaro                               | Piccolo mondo antico |
| 647    | James Joyce                                     | Ritratto dell'artista da giovane |
| 648    | Daniel Defoe                                    | Robinson Crusoe |
| 649    | Robert Louis Stevenson                          | L'isola del tesoro |
| 650    | Charles Dickens                                 | Tempi difficili |
| 651    | Mark Twain                                      | Le avventure di Tom Sawyer |
| 652    | Jules Verne                                     | Viaggio al centro della Terra |
| 653    | Edward Morgan Forster                           | Camera con vista |
| 654    | Grazia Deledda                                  | Canne al vento |
| 655    | Rudyard Kipling                                 | Capitani coraggiosi |
| 656    | Honoré de Balzac                                | Eugénie Grandet |
| 657    | Mary Shelley                                    | Frankenstein |
| 658    | Carlo Collodi                                   | Pinocchio |
| 659    | Henry James                                     | Giro di vite |
| 660    | Nathaniel Hawthorne                             | La lettera scarlatta |
| 661    | Johann Wolfgang Goethe                          | I dolori del giovane Werther |
| 662    | Fëdor Dostoevskij                               | Il giocatore |
| 663    | Jules Verne                                     | Il giro del mondo in 80 giorni |
| 664    | Ugo Foscolo                                     | Le ultime lettere di Jacopo Ortis |
| 665    | Rudyard Kipling                                 | Kim |
| 666    | Howard P. Lovecraft                             | La casa stregata e altri racconti |
| 667    | Jane Austen                                     | Lady Susan - I Watson - Sanditon |
| 668    | Lao Tsu                                         | Il libro del Tao |
| 669    | William Shakespeare                             | La tempesta |
| 670    | Francis Scott Fitzgerald                        | Il grande Gatsby |
| 671    | Vamba                                           | Il giornalino di Gian Burrasca |
| 672    | Francis Scott Fitzgerald                        | Racconti dell'età del jazz |
| 673    | Francis Scott Fitzgerald                        | Tenera è la notte |
| 674    | Guy de Maupassant                               | Bel-Ami |
| 675    | Arthur Schopenhauer                             | Il mondo come volontà e rappresentazione |
| 676    | Ignazio Silone                                  | Il segreto di Luca |
| 677    | Aleksandr Puškin                                | La figlia del capitano - Storia di Pugačëv |
| 678    | Hermann Hesse                                   | Il gioco delle perle di vetro |
| 679    | Charles Baudelaire                              | Paradisi artificiali |
| 680    | ???                                             | ??? |
| 681    | Jules Verne                                     | Ventimila leghe sotto i mari |
| 682    | ???                                             | ??? |
| 683    | Lyman Frank Baum                                | Il mago di Oz |
| 684    | Arthur Conan Doyle                              | Sherlock Holmes. Uno studio in rosso - Il segno dei quattro |
| 685    | Armitage Trail                                  | Scarface |
| 686    | Colette                                         | Chéri |
| 687    | Raymond Queneau                                 | Esercizi di stile |
| 688    | Alexandre Dumas                                 | Garibaldi |
| 689    | ???                                             | ??? |
| 690    | Marco Aurelio                                   | L'arte di conoscere se stessi. Pensieri |
| 691    | Platone                                         | Processo, prigionia e morte di Socrate |
| 692    | Anne Brontë                                     | Agnes Grey |
| 693    | Frances Hodgson Burnett                         | Il piccolo Lord |
| 694    | Frances Hodgson Burnett                         | Il giardino segreto |
| 695    | Marco Tullio Cicerone                           | L'arte di saper invecchiare |
| 696    | Arthur Conan Doyle                              | Sherlock Holmes. La valle della paura |
| 697    | Cesare Beccaria                                 | Dei delitti e delle pene |
| 698    | Honoré de Balzac                                | La ragazza dagli occhi d'oro |
| 699    | Charles Dickens                                 | Le due città |
| 700    | Mohandas K. Gandhi                              | Il libro della saggezza |
| 701    | Khalil Gibran                                   | I segreti del cuore |
| 702    | Khalil Gibran                                   | La Voce del Maestro |
| 703    | Nikolaj Vasil'evič Gogol'                       | Tutti i racconti |
| 704    | Søren Kierkegaard                               | Diario del seduttore |
| 705    | Thomas Hardy                                    | Jude l'Oscuro |
| 706    | Emilio Salgari                                  | Il Corsaro Nero |
| 707    | Michel Eyquem de Montaigne                      | Dizionario della saggezza |
| 708    | Arthur Schopenhauer                             | Saggio sulla visione degli spiriti |
| 709    | Emilio Salgari                                  | Sandokan. I pirati della Malesia |
| 710    | Daniel Defoe                                    | Moll Flanders |
| 711    | Joseph Conrad                                   | L'agente segreto |
| 712    | Alexandre Dumas                                 | I Borgia |
| 713    | William Shakespeare                             | Re Lear |
| 714    | Luigi Pirandello                                | Il turno |
| 715    | Émile Zola                                      | I misteri di Marsiglia |
| 716    | Jack London                                     | Il tallone di ferro |
| 717    | Jack London                                     | Martin Eden |
| 718    | Maometto                                        | Le parole del Profeta |
| 719    | Pierre Grimal                                   | La civiltà dell'antica Roma |
| 720    | Mary Mapes Dodge                                | Pattini d'argento |
| 721    | Rudyard Kipling                                 | Tutte le storie di Puck il folletto |
| 722    | Edgar Allan Poe                                 | Le avventure di Gordon Pym |
| 723    | Ernest Renan                                    | Vita di Gesù |
| 724    | ???                                             | ??? |
| 725    | Arthur Schnitzler                               | Girotondo |
| 726    | ???                                             | ??? |
| 727    | Fiorella Iannucci (a cura di)                   | Da Le mille e una notte: Aladino e la lampada meravigliosa - Alì Babà e i quaranta ladroni - Sindibàd il marinaio |
| 728    | Italo Svevo                                     | I racconti |
| 729    | Oscar Wilde                                     | Tutti i racconti |
| 730    | Virginia Woolf                                  | La crociera |
| 731    | Émile Zola                                      | Lo scannatoio |
| 732    | Honoré de Balzac                                | Il colonnello Chabert |
| 733    | Varlam Šalamov                                  | I racconti della Kolyma |
| 734    | AA.VV.                                          | Il gatto con gli stivali e tante altre storie di gatti |
| 735    | Stefan Zweig                                    | Novella degli scacchi - Paura - Lettera di una sconosciuta |
| 736    | Stefan Zweig                                    | Mendel dei libri - Amok - Bruciante segreto |
| 737    | Stefan Zweig                                    | Il mondo di ieri. Ricordi di un europeo |
| 738    | Irène Némirovsky                                | Due |
| 739    | Irène Némirovsky                                | I doni della vita |
| 740    | Irène Némirovsky                                | Come le mosche d'autunno - Il ballo |
| 741    | Irène Némirovsky                                | Il vino della solitudine |
| 742    | Irène Némirovsky                                | Suite francese |
| 743    | Irène Némirovsky                                | I cani e i lupi |
| 744    | Irène Némirovsky                                | Il calore del sangue - Il malinteso |
| 745    | Irène Némirovsky                                | Jezabel |
| 746    | Irène Némirovsky                                | Il signore delle anime |
| 747    | Irène Némirovsky                                | David Golder |
| 748    | Irène Némirovsky                                | I fuochi dell'autunno |